# 国家地方警察岡山県本部
国家地方警察岡山県本部（こっかちほうけいさつおかやまけんほんぶ）は、旧警察法時代に存在した岡山県の都道府県国家地方警察で、自治体警察を設けない地域を管轄区域とする。また国家地方警察広島警察管区本部の行政管理を受ける。
1954年（昭和29年）の新警察法の公布により廃止され、新たに都道府県警察として岡山県警察本部が発足した。

## 組織
1948年（昭和23年）時点
- 総務部
  - 秘書企画課、会計課
- 警務部 　 
  - 人事装備課、教養課
- 刑事部 　 
  - 捜査課、鑑識課、防犯統計課
- 警備部 　 
  - 警備課、交通課、通信課

## 地区警察署
1948年（昭和23年）時点
- 御津北地区警察署
- 御津南地区警察署
- 児島地区警察署
- 上道地区警察署
- 邑久地区警察署
- 赤磐地区警察署
- 和気地区警察署
- 都窪地区警察署
- 浅口地区警察署
- 小田南地区警察署
- 小田北地区警察署
- 後月地区警察署
- 吉備地区警察署
- 阿哲地区警察署
- 上房地区警察署
- 川上地区警察署
- 苫田地区警察署
- 真庭地区警察署
- 久米地区警察署
- 勝田地区警察署
- 英田地区警察署

## 県内の自治体警察
- 岡山市警察
- 倉敷市警察